# 2024년 하계 올림픽 탁구
2024년 하계 올림픽 탁구(프랑스어: Tennis de table aux Jeux olympiques d'été de 2024)는 2024년 하계 올림픽의 정식 종목으로 진행되는 탁구 경기로 2024년 7월 27일부터 8월 10일까지 프랑스 파리 엑스포 포르트 드 베르사유에서 열린다.
총 172명의 선수가 출전하며 남녀 선수규모는 86명으로 동수이다. 세부종목은 남녀 단식, 단체와 혼성 복식으로 치러지며 지난 대회인 2020년 하계 올림픽과 같다. 특히 혼성 복식은 지난 대회 도입 이래 두번째로 치러지는 종목이다.

## 예선
총 172명의 올림픽 출전권이 배정되어 있으며 남녀 동수로 분할되어 있다. 한 국가당 남녀 단식에 총 2명의 선수를 내보낼 수 있다. 개최국 프랑스는 남녀 단체 출전권과 남녀 단식 1명 출전권, 혼성복식 출전권을 보장받는다.

## 참가국
이번 대회에 참가하는 국가는 총 60개국이다.
- 알제리 (2)
- 아르헨티나 (1)
- 오스트레일리아 (6)
- 오스트리아 (2)
- 벨기에 (2)
- 브라질 (6)
- 카메룬 (1)
- 캐나다 (4)
- 칠레 (3)
- 중화인민공화국 (6)
- 쿠바 (3)
- 체코 (1)
- 덴마크 (3)
- 에콰도르 (1)
- 이집트 (1)
- 피지 (1)
- 프랑스 (6) (개최국)
- 독일 (6)
- 영국 (2)
- 그리스 (1)
- 가이아나 (2)
- 홍콩 (4)
- 헝가리 (3)
- 인도 (6)
- 이란 (3)
- 이탈리아 (2)
- 일본 (6)
- 요르단 (1)
- 카자흐스탄 (1)
- 레바논 (1)
- 룩셈부르크 (3)
- 마다가스카르 (1)
- 몰디브 (1)
- 멕시코 (2)
- 몰도바 (1)
- 모나코 (1)
- 네팔 (1)
- 네덜란드 (1)
- 나이지리아 (4)
- 조선민주주의인민공화국 (3)
- 폴란드 (4)
- 포르투갈 (5)
- 푸에르토리코 (3)
- 콩고 공화국 (1)
- 루마니아 (5)
- 세네갈 (1)
- 세르비아 (1)
- 싱가포르 (3)
- 슬로베니아 (3)
- 슬로바키아 (1)
- 대한민국 (6)
- 스페인 (2)
- 스웨덴 (6)
- 중화 타이베이 (6)
- 태국 (3)
- 튀르키예 (1)
- 우크라이나 (3)
- 미국 (4)
- 바누아투 (1)

## 경기 일정
| 예 | 예선 | 8 | 8강 | 준 | 준결승 | 결 | 결승 |

| 종목 / 날짜 | 27일 토 | 28일 일 | 29일 월 | 30일 화 | 31일 수 | 1일 목 | 2일 금 | 3일 토 | 4일 일 | 5일 월 | 6일 화 | 6일 화 | 7일 수 | 7일 수 | 8일 목 | 8일 목 | 9일 금 | 10일 토 |
| ----------- | ------- | ------- | ------- | ------- | ------- | ------ | ------ | ------ | ------ | ------ | ------ | ------ | ------ | ------ | ------ | ------ | ------ | ------- |
| 남자 단식   | 예      | 예      | 예      | 예      | 예      | 8강    | 준     |        | 결     |        |        |        |        |        |        |        |        |         |
| 남자 단체   |         |         |         |         |         |        |        |        |        | 예     | 예     | 예     | 8강    | 8강    | 준     | 준     | 결     |         |
| 여자 단식   | 예      | 예      | 예      | 예      | 예      | 8강    | 준     | 결     |        |        |        |        |        |        |        |        |        |         |
| 여자 단체   |         |         |         |         |         |        |        |        |        | 예     | 예     | 예     | 8강    | 8강    |        | 준     |        | 결      |
| 혼성 복식   | 예      | 8강     | 준      | 결      |         |        |        |        |        |        |        |        |        |        |        |        |        |         |

## 메달 순위
| 순위 | 나라                         | 금 | 은 | 동 | 합계 |
| 1    | 중국 (CHN)                   | 5  | 1  | 0  | 6    |
| 2    | 스웨덴 (SWE)                 | 0  | 2  | 0  | 2    |
| 3    | 일본 (JPN)                   | 0  | 1  | 1  | 2    |
| 4    | 조선민주주의인민공화국 (PRK) | 0  | 1  | 0  | 1    |
| 5    | 대한민국 (KOR)               | 0  | 0  | 2  | 2    |
| 5    | 프랑스 (FRA)                 | 0  | 0  | 2  | 2    |
| 합계 | 합계                         | 5  | 5  | 5  | 15   |

## 메달리스트
| 종목             | 금                                      | 은                                                         | 동                                                 |
| ---------------- | --------------------------------------- | ---------------------------------------------------------- | -------------------------------------------------- |
| 남자 단식 자세히 | 판전둥 · 중화인민공화국                 | 트룰스 뫼레고르드 · 스웨덴                                 | 펠릭스 르브룅 · 프랑스                             |
| 남자 단체 자세히 | 중화인민공화국 · 판전둥 · 마룽 · 왕추친 | 스웨덴 · 안톤 셸베리 · 크리스티안 칼손 · 트룰스 뫼레고르드 | 프랑스 · 시몽 고지 · 알렉시 르브룅 · 펠릭스 르브룅 |
| 여자 단식 자세히 | 천멍 · 중화인민공화국                   | 쑨잉사 · 중화인민공화국                                    | 하야타 히나 · 일본                                 |
| 여자 단체 자세히 | 중화인민공화국 · 쑨잉사 · 왕만위 · 천멍 | 일본 · 하야타 히나 · 하리모토 미와 · 히라노 미우           | 대한민국 · 신유빈 · 전지희 · 이은혜                |
| 혼합 복식 자세히 | 중화인민공화국 (CHN) · 왕추친 · 쑨잉사  | 조선민주주의인민공화국 (PRK) · 리정식 · 김금영             | 대한민국 (KOR) · 임종훈 · 신유빈                   |